# Charles Galliou
Charles Galliou (Saint-Sébastien-sur-Loire, 26 dicembre 1995) è un cestista francese.

## Palmarès
- Campionato francese: 2

ASVEL: 2015-16, 2018-19
- Coppa di Francia: 1

ASVEL: 2018-19